# JB Bhe 4/8
Bhe 4/8 sind Triebwagen der schweizerischen Jungfraubahn (JB). Sie wurden 2016 beschafft, um die BDhe 2/4 im Personenverkehr zu ersetzen und die Kapazitäten zu vergrössern. Am 25. August 2016 wurde die komplette Flotte nach Betriebsschluss auf der kleinen Scheidegg feierlich eingeweiht.

## Technik
Sie bestehen wie die Bhe 4/8 der Wengernalpbahn aus zwei Endwagen und einem Mittelwagen. An den Fronten befinden sich seitliche Übergangstüren und darunter Schneeräumer. Alle vier Drehgestelle haben talseitig ein Triebzahnrad und sind für den reinen Zahnradbahnbetrieb ausgelegt. 

## Einzelnachweis
1. ↑  Redaktion: Jungfraubahn: Neue Niederflurtriebzüge von Stadler eingeweiht. In: www.bahnonline.ch. Abgerufen am 16. April 2018.